# Huehuetenango (miasto)
Huehuetenango – miasto w zachodniej Gwatemali, w górach Sierra Madre de Chiapas, nad rzeką Selegua, położone w odległości 270 km na zachód od miasta Gwatemala. Ośrodek administracyjny departamentu Huehuetenango. Według danych szacunkowych w 2012 roku liczba ludności miasta wyniosła 155 500 mieszkańców.
Miasto zostało założone przez Hiszpanów w 1524 po zniszczeniu przez nich miasta Zaculeu, stolicy Majów posługujących się językiem mam. Położone niedaleko od Huehuetenango ruiny Zaculeu są obecnie dużą atrakcją turystyczną. Gospodarka miasta oparta jest na produkcji i sprzedaży kawy. Przemysł jest bardzo słabo rozwinięty: działają tutaj garbarnie i przędzalnia wełny. Ponadto rozwinięte jest rzemiosło, głównie wyroby skórzane, wełniane i garncarstwo.
Z Huehuetenango pochodził prezydent Gwatemali Efraín Ríos Montt.
Funkcjonuje tu port lotniczy Huehuetenango.